# Světový pohár v biatlonu 2017/2018 – Holmenkollen
8. podnik Světového poháru v biatlonu v sezóně 2017/18 probíhal od 15. do 18. března 2018 na biatlonovém stadionu Holmenkollen v norském Oslu. Na programu podniku byly sprinty, mužské i ženské štafety a stíhací závody.
Do světového poháru zde poprvé nastoupil český junior Jakub Štvrtecký. Naopak svoji reprezentační kariéru zde ukončili Jaroslav Soukup i Francouzka Marie Dorinová Habertová.

## Program závodů
Oficiální program:
| Datum      | Disciplína           | Začátek (SEČ) | Počet závodníků |
| ---------- | -------------------- | ------------- | --------------- |
| 15. března | Sprint (ženy)        | 12:00         | 97              |
| 15. března | Sprint (muži)        | 14:45         | 104             |
| 17. března | Štafeta ženy         | 12:30         | 23 týmů         |
| 17. března | Stíhací závod (muži) | 15:15         | 59              |
| 18. března | Stíhací závod (ženy) | 12:00         | 58              |
| 18. března | Štafeta muži         | 14:45         | 25 týmů         |

## Průběh závodů

### Sprinty
V závodu žen odstartovaly jako jedny z prvních Veronika Vítková a Eva Puskarčíková. Vítková běžela solidně a vleže střílela bezchybně. Vstoje však udělala jednu chybu a nakonec skončila na 11. místě. Puskarčíková zasáhla na obou položkách všechny terče a rychle střílela, ale – hlavně v prvních dvou kolech – běžela pomalu. Dojela o sedm míst za Vítkovou. Obě české reprezentantky však už v polovině druhého kola předstihla Slovenka Anastasia Kuzminová, přestože při první střelbě udělala jednu chybu. Toto místo pak díky druhé bezchybné střelbě a hlavně celkově nejrychlejšímu běhu udržela až do cíle a v závodě zvítězila. Běloruska Darja Domračevová zastřílela čistě a do posledního kola odjížděla druhá se ztrátou přes 12 sekund na Kuzminovou. Dokázala sice zrychlit, ale stačilo to jen na druhé místo. Třetí dojela také bezchybně střílející Ukrajinka Julija Džymová, která byla po druhé střelbě těsně před  Domračevovou, ale v posledním kole na ní ztratila. Žádné další české reprezentantky nebodovaly a ani nepostoupily do nedělního stíhacího závodu.
Ve sprintu mužů dojel čistě střílející Francouz Martin Fourcade do cíle na průběžném prvním místě. Jeho krajan Henrik L'Abée-Lund však jel rychleji a z poslední střelby odjížděl o tři sekundy před ním. Náskok sice ztrácel, ale v posledním půl kilometru dokázal oproti Fourcadovi zrychlit a dojel o sedm sekund první. Nor Johannes Thingnes Bø jel sice nejrychleji, ale při střelbě vstoje udělal jednu chybu, a i když se až do posledního kilometru udržoval na prvním místě před oběma Francouzi, ke konci zpomalil a dojel jako druhý jen necelou sekundu před Fourcadem. L'Abée-Lund tak vybojoval svoje první individuální vítězství v závodech světového poháru.
Českým reprezentantům se nedařilo hlavně běžecky: Ondřej Moravec zastřílel čistě, ale dojel až na 31. místě, Michal Krčmář s jednou chybou vstoje skončil o šest míst za ním. Junior Jakub Štvrtecký ve svém prvním závodě v světovém poháru udělal tři chyby a dojel na 80. pozici.

### Štafety
Českým ženám se závod nevydařil. Eva Puskarčíková udělala po dvou chybách na střelnici, kromě posledního kola běžela pomalu a předávala na 14. místě. Jessica Jislová pak vleže střílela čistě, ale vstoje nezasáhla čtyři terče a musela na trestné kolo. Markéta Davidová pak chybovala pětkrát a jela dvě trestná kola. Veronika Vítková přebírala štafetu na 19. pozici, ale střílela na obou položkách bezchybně, předjela šest štafet a dojela na 13. místě, což bylo nejhorší umístění českého družstva za poslední rok.
Zvítězila Francie, která se od poloviny závodu udržovala ve vedoucí skupině a na předposlední střelbě získala náskok, který uhájila až do cíle. Němky dotahovaly téměř minutovou ztrátu z druhého úseku, ale na lepší než druhé místo to nestačilo. Italky vedly až téměř do poslední předávky, ale tři střelecké chyby Federicy Sanfilippovové na posledním úseku je posunuly na konečnou třetí pozici.
Ve štafetě mužů bylo pro české reprezentanty důležité, aby se umístili o dvě místa před Ukrajinou, neboť jen tak měli velké šance na desáté místo v celkovém hodnocení týmů, které zaručuje možnost nasazení pěti závodníků do sprintů a vytrvalostních závodů v příštím ročníku světového poháru. Závod jim však od počátku nevycházel: Ondřej Moravec spotřeboval při střelbě vleže všechny náhradní náboje a odjížděl na předposledním 24. místě. Vstoje však zastřílel bezchybně, zrychlil běh a předával Michalu Krčmářovi na 14. pozici. Ten musel dobíjet vleže i vstoje jednou a posunul českou štafetu na 11. místo před Ukrajinu. Jaroslav Soukup byl vleže bezchybný, ale vstoje nezasáhl tři terče a do cíle svého úseku dojel na 14. místě, tři pozice a 50 sekund za Ukrajinou. Adam Václavík pak běžel velmi rychle a snižoval ztrátu na Ukrajince Vladimira Semjakova. Vleže střílel čistě, ale stejně bezchybný byl i Semjakov; vstoje však musel Václavík jednou dobíjet a čistě střílející Ukrajinec se mu tak vzdálil na více než 25 sekund. Václavík přesto běžel stále velmi rychle, v posledním malém stoupání Ukrajince dojel a v cílové rovině jej předjel a dovezl českou štafetu na 10. místě. Před Semjakova se ještě dostal Ital Daniele Capellari, takže Ukrajinci skončili až dvanáctí.
V závodě zvítězil domácí tým Norska, který vedl od šesté střelby. Bezchybně střílející Johannes Thingnes Bø pak odjížděl do posledního kola s více než minutovým náskokem na Rusko. Při příjezdu na stadion však Rakušan Julian Eberhard Antona Šipulina předjel a Rusové tak skončili třetí.

### Stíhací závody
Vítěz sprintu  Henrik L'Abée-Lund se až do poslední střelby udržoval v čele. Na ní přijel společně s Martinem Fourcadem. Ten však zastřílel čistě a rychle, zatímco L'Abée-Lund udělal dvě chyby a propadl se až na sedmé místo. Za Fourcada se dostal neustále se zlepšující Ital Lukas Hofer. Johannes Thingnes Bø měl sice tradičně nejrychlejší běžecký čas, ale se čtyřmi trestnými koly to stačilo jen na třetí místo. Ondřej Moravec si umístění ze sprintu nevylepšil: udělal dvě chyby při střelbě, pomaleji běžel a dojel do cíle na 29. místě. Michal Krčmář běžel ještě pomaleji a také velmi pomalu střílel, což jej se třemi nezasaženými terči posunulo dolů na 44. pozici v cíli.
Veronika Vítková střílela na první položce čistě, ale při druhé a třetí udělala po jedné chybě a klesla na 15. místo. Běžela však rychle a když poslední střelbu zvládla bezchybně, odjížděla do posledního kola na devátém místě. V něm předjela další dvě závodnice, ale jiné zase předjely ji, takže dojela do cíle devátá. Eva Puskarčíková udělala o jednu chybu více a vinou pomalého běhu skončila na 34. pozici.
Na čele se od začátku držela Anastasia Kuzminová následovaná Darjou Domračevovou. Když však při třetí střelbě udělaly obě po dvou chybách, dostaly se před ně čistě střílející Franziska Hildebrandová a Laura Dahlmeierová. Obě Němky však při poslední střelbě dvakrát chybovaly, zatímco Kuzminová a Domračevová střílely čistě a vrátily se tak zpátky do čela. Domračevová si v posledním stoupání vypracovala menší náskok, který už Kuzminová nedokázala dojet. Třetí v cíli skončila Američanka Susan Dunkleeová, která se na toto místo dostala po poslední bezchybné střelbě.

## Pořadí zemí
| Pořadí | Země      | 1. místo | 2. místo | 3. místo | Celkově |
| ------ | --------- | -------- | -------- | -------- | ------- |
| 1.     | Norsko    | 2        | 1        | 1        | 4       |
| 2.     | Francie   | 2        | 0        | 1        | 3       |
| 3.     | Slovensko | 1        | 1        | 0        | 2       |
| 3.     | Bělorusko | 1        | 1        | 0        | 2       |
| 5.     | Itálie    | 0        | 1        | 1        | 2       |
| 6.     | Německo   | 0        | 1        | 0        | 1       |
| 6.     | Rakousko  | 0        | 1        | 0        | 1       |
| 8.     | Rusko     | 0        | 0        | 1        | 1       |
| 8.     | USA       | 0        | 0        | 1        | 1       |
| 8.     | Bělorusko | 0        | 0        | 1        | 1       |
|        | Celkem    | 6        | 6        | 6        | 18      |

## Umístění na stupních vítězů

### Muži
| Disciplína              | První místo                                                                   | Výkon     | Druhé místo                                                            | Výkon     | Třetí místo                                                     | Výkon     |
| Sprint (10 km)          | Henrik L'Abée-Lund                                                            | 26:10,3   | Johannes Thingnes Bø                                                   | 26:16,4   | Martin Fourcade                                                 | 26:17,2   |
| Štafety (4×7,5 km)      | Norsko Lars Helge Birkeland Henrik L'Abée-Lund Tarjei Bø Johannes Thingnes Bø | 1:13:13,7 | Rakousko Dominik Landertinger Felix Leitner Simon Eder Julian Eberhard | 1:14:04,0 | Rusko Maxim Cvetkov Anton Babikov Dmitrij Malyško Anton Šipulin | 1:14:10,6 |
| Stíhací závod (12,5 km) | Martin Fourcade                                                               | 31:31,6   | Lukas Hofer                                                            | 31:49,7   | Johannes Thingnes Bø                                            | 32:04,1   |

### Ženy
| Disciplína            | První místo                                                                            | Výkon     | Druhé místo                                                                              | Výkon     | Třetí místo                                                                        | Výkon     |
| Sprint (7,5 km)       | Anastasia Kuzminová                                                                    | 21:31,8   | Darja Domračevová                                                                        | 21:40,7   | Julija Džymová                                                                     | 22:01,0   |
| Štafety (4×6 km)      | Francie Anaïs Chevalierová Celia Aymonierová Marie Dorinová Habertová Anaïs Bescondová | 1:10:58,3 | Německo Maren Hammerschmidtová Denise Herrmannová Franziska Preussová Laura Dahlmeierová | 1:11:12,7 | Itálie Lisa Vittozziová Dorothea Wiererová Nicole Gontierová Federica Sanfilippová | 1:11:31,5 |
| Stíhací závod (10 km) | Darja Domračevová                                                                      | 30:37,4   | Anastasia Kuzminová                                                                      | 30:46,6   | Susan Dunkleeová                                                                   | 31:06,9   |